# 長禄合戦
長禄合戦（ちょうろくかっせん）とは、長禄2年（1458年）7月頃から長禄3年（1459年）8月11日までの間、越前を舞台として勃発した越前守護斯波義敏と越前守護代甲斐常治の間に勃発した合戦群の総称。

## 発端
甲斐氏は代々斯波氏の執事と越前・遠江の守護代を受け継いだが、同時に足利将軍家の直臣扱いも受けていた。甲斐常治は斯波義淳の頃から斯波氏に仕えていたが、義淳が死んで後を継いだ異母弟の斯波義郷が事故死、幼い息子の斯波義健が後を継いだため、斯波氏庶流の大野斯波氏の斯波持種と共に後見人として政務を補佐した。しかし、持種はかつて父の斯波満種が守護だった加賀の奪回を図り常治と対立、常治の方も検断、刈田狼藉、使節遵行、守護請など守護権を活用して寺社本所領と荘園の支配権を拡大したり配下を荘園代官に任命したりして勢力を伸ばしたため、持種と常治の関係は険悪になり、享徳元年（1452年）に義健が子の無いまま亡くなり持種の息子義敏が本家の当主となると、義敏も常治と対立していった。
一方、室町幕府8代将軍足利義政は将軍専制を目論み、不知行地還付政策で寺社本所領の回復と守護と国人の繋がりの制限を図ったり、関東の古河公方足利成氏征伐のため堀越公方足利政知を派遣、続いて斯波軍の関東出兵を計画していた。常治は将軍家と繋がっていたため、不知行地還付政策を支持していたが、この政策と常治によって所領と代官職を追われた越前国人は義敏と結びつき、義敏も常治の専横に反発していたため、康正2年（1456年）に幕府に常治を訴えたが、幕府は支持者の常治を敗訴にする訳にいかなかったため、義敏を敗訴とした。憤慨した義敏は長禄元年（1457年）に東山東光寺に出奔、義敏と常治の被官が騒乱を起こし、義敏の被官が幕府と甲斐氏の兵に討たれている。
長禄2年（1458年）2月に義政の仲介で和睦、常治側が義敏の被官に所領を返還することになったが、越前では返還は進まなかった。同年6月に義敏と常治に関東出兵の命令が下されたが、両者は互いを警戒して動かなかった。しかし、6月末に常治が病気に倒れたのをきっかけとして、7月頃に義敏は堀江利真を越前に派遣、合戦を引き起こした。

## 戦闘の経過
堀江利真は敦賀を攻めて越前国内の甲斐派を追い出し、越前北部を制圧するなど、緒戦は守護側の勝利となった。これに対し義政は11月15日までに義敏と常治に関東に出陣するよう命令、合わせて常治の守護代職を保障したため、義政は義敏への譲歩を止めて常治支持を表明、11月4日に常治の息子敏光と朝倉孝景が近江に陣取り、義敏も近江に留まった。12月に義敏と常治は兵糧調達が出来ないことを幕府に伝え、動かなかった。
翌長禄3年（1459年）2月、幕府は両者の調停を図ったが、守護側が反対して失敗、敏光・孝景らが越前に入国して中央に打ち入り、義政も義敏を無視して改めて常治を越前守護代に任命、越前国人と若狭・能登・近江守護らに常治側の救援を命じ、守護代側に肩入れするようになる。
戦況不利になった状況の中、義敏は関東出兵の幕府命令を無視して、5月13日に常治側の金ヶ崎城を攻めて逆に敗れたことから、義政の怒りを買って周防の大内教弘の元へ落ちた。25日に越中・能登・加賀の軍勢が越前に乱入、敏光らも府中を押さえ、義敏方は越前から撤退していった。次の斯波氏当主は義敏の息子松王丸が継承した。
堀江利真は7月23日に坂井郡に陣取り抵抗を続けたが、8月11日、足羽郡和田荘の決戦で戦死、朝倉孝景の活躍により守護代側の勝利となる。

## 戦後
朝倉孝景は父の朝倉家景の死で祖父教景の補佐の下家督を譲り受けたが、当初は基盤は決して盤石ではなかった。孝景が越前朝倉氏における一門宗家の立場にあったものの、朝倉一族の中に従わぬ者がいたためである。しかし、この合戦において反孝景派である叔父の朝倉将景、朝倉景契、朝倉（阿波賀）良景などを討ち果たし、常治が合戦終了直後に亡くなったため、孝景は越前での地位を高めることとなり、長禄合戦が朝倉氏台頭のきっかけとなる。
対して、甲斐氏は常治の死後、守護代職は敏光の子・千喜久丸に継承された（敏光が出陣中の為）が、後に敏光に与えられたかと思うと千喜久丸に改められる等、徐々に筆頭家老の地位を後退させていく。そして、関東出兵を蔑ろにされた幕府は以後も斯波氏に干渉するようになっていった。